# Vallorch

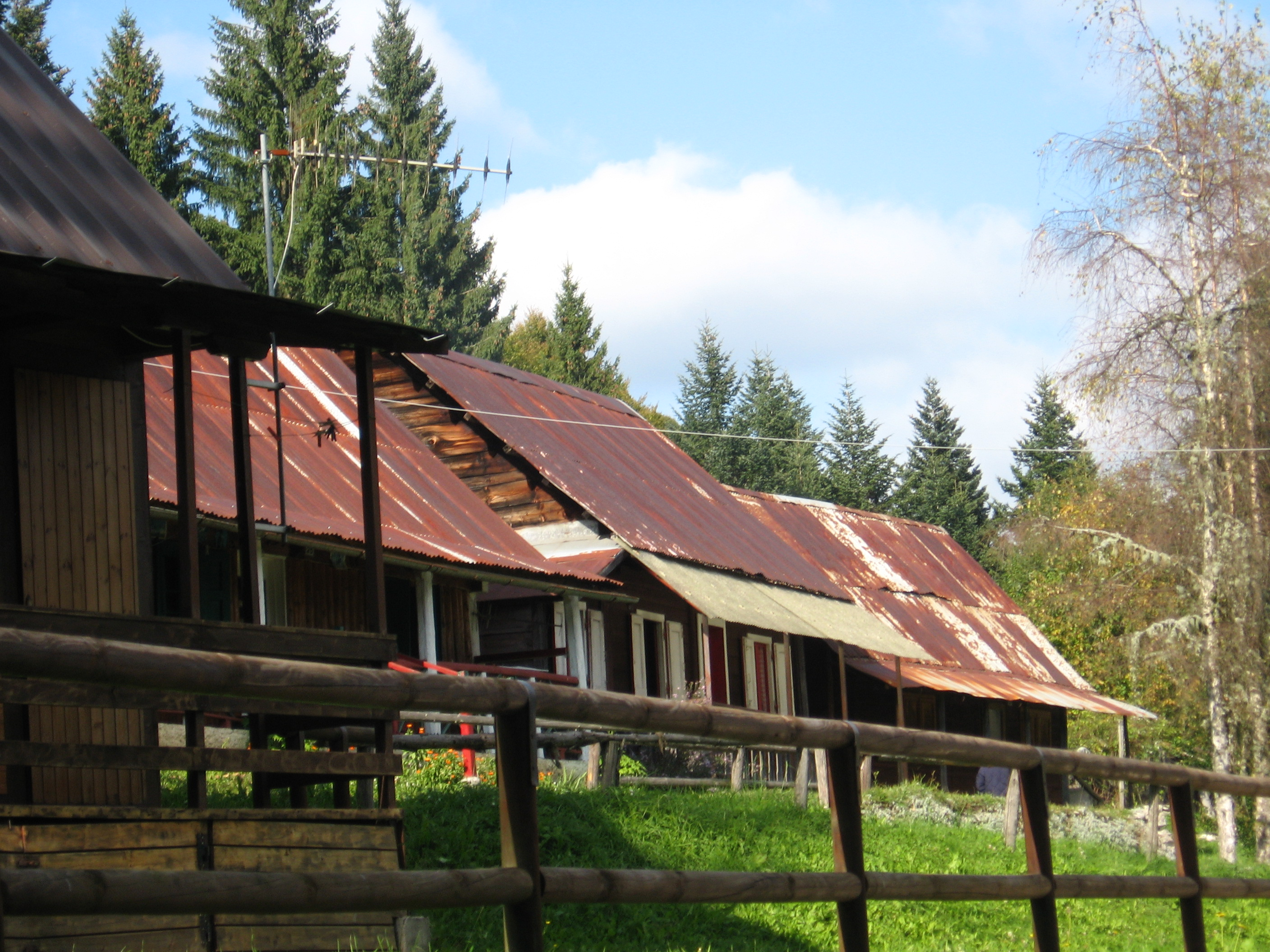
Veduta del villaggio.

Vallorch è uno dei villaggi cimbri dell'altopiano del Cansiglio. È compreso nel comune di Fregona (provincia di Treviso).
Il villaggio fu fondato attorno alla metà dell'Ottocento da Vigilio e Celeste Azzalini di Val Bona, esponenti della comunità cimbra locale. Il luogo era ideale per la tipica attività degli scatoleri (fabbricanti di scatoi, scatole in legno) in quanto abbondava di faggi di buona qualità. Divenne presto uno dei principali abitati del Cansiglio, contando una quindicina di costruzioni e circa sessanta abitanti.
Fu distrutto da un incendio appiccato dai tedeschi in fuga al termine della prima guerra mondiale e una seconda volta a seguito di un rastrellamento di nazi-fascisti durante la resistenza partigiana (settembre 1944), sorte che toccò anche agli altri villaggi di Le Rotte, Pian Osteria e Campon. Fu poi ricostruito al termine del conflitto.
Verso la metà del Novecento il villaggio risultava quasi completamente abbandonato, in quanto i residenti si erano in gran parte trasferiti a Osigo e a Fregona. Nel 2018 l'ultimo residente, Franco Azzalini, ha lasciato Vallorch trasferendosi in casa di riposo a Fregona, ma il villaggio tende a ripopolarsi durante il periodo estivo
Le baite, interamente di legno, hanno mantenuto le caratteristiche tipiche del nord Europa e sono soggette alla tutela dei Beni Ambientali.
Come Le Rotte, si trova al limitare della Riserva Statale Campo di Mezzo-Pian di Parrocchia